# 이치범
이치범(李致範, 1954년 9월 25일 ~ )은 대한민국의 제11대 환경부 장관이다. 본관은 함평이며, 충청남도 예산군 출신이다. 말레이시아 주재 한국 대사로 재임했다.

## 학력
- 1974년 : 서울고등학교 졸업
- 1978년 : 서울대학교 독어교육학 학사
- 1981년 : 서울대학교 철학 학사
- 1983년 : 서울대학교 대학원 문학 석사

## 경력
- 1982년 : 서울 우신고등학교 교사
- 1993년 : 환경운동연합 중앙사무처장
- 1997년 : 생명의숲가꾸기운동본부 지도위원
- 1998년 : 환경운동연합 정책위원회 부위원장
- 1998년 : 한국자원재생공사 사업산업지원이사
- 2002년 : 고양환경운동연합 의장
- 2002년 : 새천년민주당 노무현 대통령후보 시민사회특별보좌관
- 2003년 : 한국환경사회정책연구소장
- 2003년 : 한국환경자원공사 사장
- 2006년 : 환경부 장관
- 2008년 : 재단법인 광장 연구원장
- 2009년 : 시민주권 운영위원
- 2010년 : 한명숙 서울특별시장 후보 선거대책본부장
- 2011년 : 혁신과통합 운영위원
- 2019년 ~ 2022년 : 주말레이시아 한국 대사

## 참고
| 전임 이재용 | 제17대 환경부 장관 2006년 4월 7일 ~ 2007년 9월 4일 | 후임 이규용 |

| 전임 도경환 | 제21대 주말레이시아 한국 대사 2019년 11월 ~ 2022년 10월 | 후임 여승배 |